# 엡스플리트 유나이티드 FC
엡스플리트 유나이티드 FC(영어: Ebbsfleet United Football Club)잉글랜드 켄트주 노스플리트에 연고를 둔 프로 축구 클럽이다.. 클럽은 잉글랜드 축구의 5부 리그격인 내셔널리그에 소속되어 있다. 클럽은 1946년 그레이브센드 유나이티드와 노스필트 유나이티드의 합병으로 창단되었으며 2007년 현재의 이름으로 변경하기 전에 Gravesend & Northfleet라는 이름으로 알려졌었다
홈 경기는 클럽 창립 이래 Stonebridge Road 에서 진행되었으며 2008년에서 2013년 사이에 클럽은 웹 기반 벤처인 MyFootballClub 이 소유하며, 회원들은 대부분의 다른 클럽과 마찬가지로 클럽의 경영진과 직원들이 단독적으로 결정하는 것이 아닌 선수 이적, 예산 및 티켓 가격등의 운영이 투표를 통해서 결정된다.

## 선수 명단

### 현역
참고: FIFA 자격 규정에 따라 소속된 국가대표팀 국기를 표시합니다. 선수는 복수의 FIFA 비회원국 국적을 가지고 있을 수 있습니다.
| 번호 | 포지션 | 국적         | 이름          |
| ---- | ------ | ------------ | ------------- |
| 4    | MF     | 잉글랜드     | 조슈아 라이트 |
| 12   | FW     | 잉글랜드     | 도미닉 사무엘 |
| 14   | FW     | 세인트루시아 | 도미닉 폴레옹 |

| 번호 | 포지션 | 국적 | 이름 |
| ---- | ------ | ---- | ---- |